# بول درايتون
بول درايتون (بالإنجليزية: Paul Drayton)‏ هو ملحن ومدرس بريطاني، ولد في 28 ديسمبر 1944.

## وصلات خارجية
- بول درايتون على موقع ميوزك برينز (الإنجليزية)